# Hêtraie sapinière de Bousson et Grandcheneau
Hêtraie sapinière de Bousson et Grandcheneau este o arie protejată (sit de importanță comunitară — SCI) din Franța întinsă pe o suprafață de 1.049 ha, integral pe uscat.

## Localizare
Centrul sitului Hêtraie sapinière de Bousson et Grandcheneau este situat la coordonatele 48°31′11″N 7°00′41″E / 48.51972°N 7.01139°E.

## Înființare
Situl Hêtraie sapinière de Bousson et Grandcheneau a fost declarat arie specială de conservare în baza directivei 92/43 din 1992 referitoare la conservarea habitatelor naturale și a faunei și florei sălbatice pentru a proteja 1 specie de plante și 2 specii de animale.

## Biodiversitate
Situată în ecoregiunea continentală, aria protejată conține 7 habitate naturale: Păduri acidofile de Picea de la nivel montan la nivel alpin (Vaccinio-Piceetea), Păduri de fag Asperulo-Fagetum, Liziere de ierburi înalte hidrofile de câmpie și de nivel montan până la alpin, Păduri de fag Luzulo-Fagetum, Pajiști uscate europene, Păduri aluvionare cu Alnus glutinosa și Fraxinus excelsior (Alno-Padion, Alnion incanae, Salicion albae), Cursuri de apă de la nivel de câmpie la nivel montan, cu vegetație Ranunculion fluitantis și Callitricho-Batrachion.
La baza desemnării sitului se află mai multe specii protejate:
- plante (1): Trichomanes speciosum
- pești (2): zglăvoacă (Cottus gobio), cicar (Lampetra planeri)

Pe lângă speciile protejate, pe teritoriul sitului au mai fost identificate 27 de specii de plante, 1 specie de păsări, 1 specie de pești.